# Rangpur Sadar
Rangpur Sadar è un sottodistretto (upazila) del Bangladesh situato nel distretto di Rangpur, divisione di Rangpur. Si estende su una superficie di 330,33 km² e conta una popolazione di 718.203  abitanti (censimento 2011).